# 卡尔·腓特烈 (萨克森-魏玛-艾森纳赫大公)
卡尔·腓特烈（Karl Friedrich，1783年2月2日—1853年7月8日），德意志邦国萨克森-魏玛-艾森纳赫的大公，1828年至1853年在位。

## 生平
卡尔·腓特烈是萨克森-魏玛-艾森纳赫第一任大公卡尔·奥古斯特与黑森-達姆施塔特的路易絲的长子，1783年2月2日生于公国首都魏玛。卡尔·腓特烈的青年时代是魏玛的“黄金时代”，如同所有的韦廷王朝恩斯特系的公爵，卡尔·腓特烈受到了良好的教育。1802年，卡尔·腓特烈来到巴黎，1804年来到了圣彼得堡，并与俄罗斯沙皇亚历山大一世的妹妹瑪麗亞·巴甫洛夫娜女大公结婚。
1828年6月14日，卡尔·弗里德里希的父亲去世，他继位成为萨克森-魏玛-艾森纳赫大公。
1832年歌德去世后，魏玛变得安静而沉寂，日趋保守。1848年的革命波及魏玛，政局动荡，首相两次更迭。
1834年，经过多邦国长时间的斡旋，萨克森-魏玛-艾森纳赫与图林根诸邦国、巴伐利亚、符腾堡、萨克森一起加入普鲁士关税同盟，从而形成了德意志关税同盟。
由于大公夫人玛丽亚·帕芙洛娃对艺术的强烈兴趣，卡尔·弗里德里希时代的魏玛吸引了许多音乐家。1832年，斯洛伐克作曲家约翰·奈波穆克·胡梅尔来此就任宫廷乐长直至他1837年去世。1848年，匈牙利作曲家李斯特·费伦茨任宫廷乐长。
1853年7月8日，长期与疾病作斗争的卡尔·弗里德里希在魏玛市郊的贝尔韦德雷城堡去世，终年70岁。

## 婚姻与子女

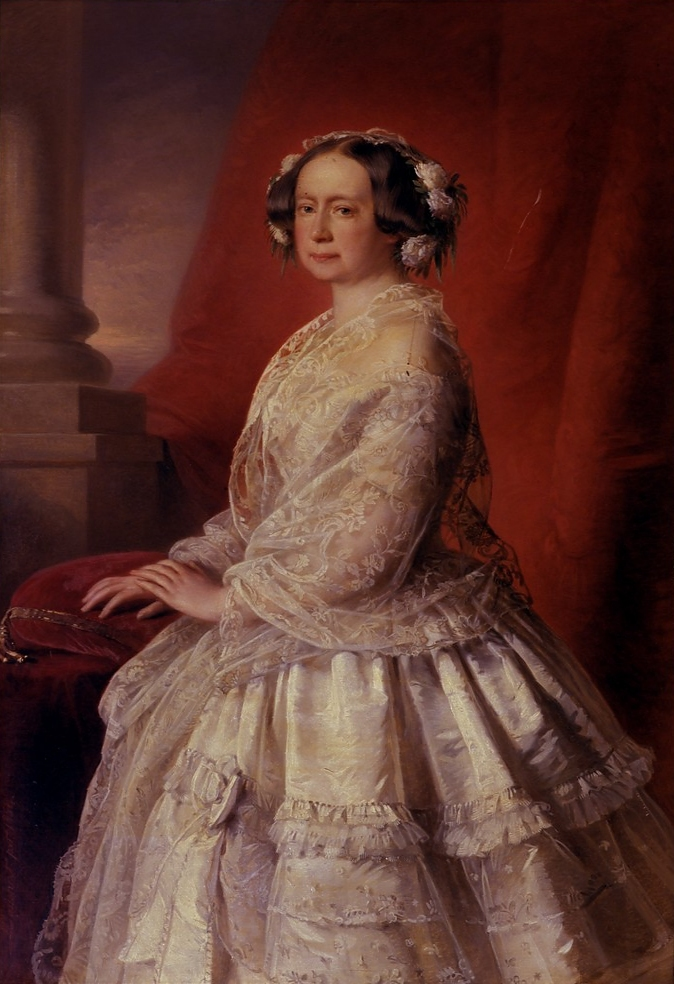
大公夫人玛丽亚·帕芙洛娃

1804年8月3日，卡尔·腓特烈在圣彼得堡与俄罗斯女大公玛丽亚·巴甫洛夫娜结婚。瑪麗亞·巴甫洛夫娜女大公是俄罗斯沙皇保罗一世的第三个女儿。卡尔·腓特烈与玛丽亚有二子二女：
- 长子保羅·亚历山大·卡尔·康斯坦丁·腓特烈·奥古斯特（Paul Alexander Karl Constantin Friedrich August，1805年9月25日—1806年4月10日），早夭；
- 长女玛丽·路易丝·亚历珊德琳娜（Marie Luise Alexandrina，1808年2月3日—1877年1月18日），1827年与普鲁士国王腓特烈·威廉三世的第三子卡尔王子结婚，有一子二女；
- 次女玛丽·路易丝·奥古斯苔·卡塔琳妮（Marie Luise Auguste Katharine，1811年9月30日—1890年1月7日），1829年与普鲁士国王腓特烈·威廉三世的次子威廉·路德维希结婚，1861年成为普鲁士王后，1871年成为德意志皇后， 有一子一女；
- 次子卡尔·亚历山大·奥古斯特·约翰（Karl Alexander August Johann，1818年6月24日—1901年1月5日），卡尔·腓特烈的继承人，1853年继位为大公。